# Бельские просторы
«Бе́льские просто́ры» — ежемесячный литературно-художественный журнал, издаваемый в Башкортостане на русском языке.

## История
Единственный толстый литературный журнал на русском языке в Республике Башкортостан, активно участвует в общероссийском литературном процессе. Не имеют истории советского периода, издаётся с 1998 года.

### Скандал, связанный с отказом в принятии «Бельских просторов» в «Журнальный зал»
Редакция журнала в течение длительного времени неоднократно обращалась к руководству «Журнального зала» с просьбой включить «Бельские просторы» в число журналов, представленных на этом сайте.
В марте 2010 года стало известно, что журналу отказано без объяснения причин. В сети Интернета разгорелся скандал, сопровождавшийся ожесточёнными дискуссиями в блогосфере, в котором, по словам критика Виктора Топорова, в защиту «Бельских просторов» выступили такие литераторы, как Светлана Василенко, Александр Карасёв, Андрей Рудалёв, также упоминались участники петербургского поэтического объединения «Пиитер». Позже в конфликт включился Виктор Топоров, выступивший в СМИ с резкой критикой «Журнального зала» в связи с ситуацией с «Бельскими просторами». По словам куратора «Журнального зала» Сергея Костырко,

противники ЖЗ обсуждали в Сети предложение о подаче президенту и правительству соответствующего прошения от литобщественности с просьбой национализировать ЖЗ и создать на его месте всеобщую интернет-библиотеку «толстых» журналов, в который бы выставлялись все желающие. В Сети висят тексты с заголовками: «Доколе „Журнальному залу“ оставаться частной лавочкой?», «Толстожурнальный шовинизм» и т. д.
Однако, утверждал Костырко,

«Журнальный зал», извините, действительно «частная лавочка», как выражаются в Сети, то есть самостоятельный сайт, а не госресурс, не имеющий права принимать самостоятельные решения и права на собственную программу…

Инцидент с «Бельскими просторами» послужил поводом для круглого стола на страницах журнала «Литературная учёба», в ходе которого были высказаны разные мнения. Так, поэт Сергей Арутюнов заявил, что

принципы толерантности и объективности, так утомительно долго рекламируемые поводырями литературного процесса, руководителям «ЖЗ» глубоко параллельны.

Критик Сергей Беляков отметил:

над критериями качества надо подумать. Тогда одобрение или отказ будут выглядеть обоснованными.

В 2013 году, отвечая на вопрос писателя Игоря Савельева, главный редактор «Бельских просторов» Юрий Горюхин выразил сожаление, что ситуация вылилась в конфликт, подчеркнув, что сам он к этому не имеет отношения:

Там вообще была какая-то история, по-моему, больше эмоциональная: все эти заявления, публикации, скандалы… <…> Я думаю, если бы всё было более дипломатично и не встревали сторонние люди, то, может быть, спокойненько нас в этот «Журнальный зал» бы и поставили…

### Критика на страницах журнала
«Бельские просторы» публикуют прозу, стихи, публицистику как башкирских, так и всероссийских авторов, но относительную известность журналу принесла его критика.
С конца 2000-х годов особое место в журнале занимала рубрика критика Кирилла Анкудинова «Любовь к трём апельсинам» — обзор трёх столичных литературных журналов («Октябрь», «Новый мир», «Знамя»). Рубрика обеспечивала провинциальный журнал читателями из окололитературных кругов Москвы. В мае 2013 года Анкудинов заявил в своём блоге, что прекращает вести рубрику — мотивируя это тем, что во-первых, данные столичные журналы больше не поступают в библиотеку города Майкопа, где он живёт, во-вторых, качество их материалов настолько снизилось, что в любом случае рецензировать в них практически нечего. В июньском номере «Бельских просторов» за 2013 год вышел только поэтический обзор Елены Сафроновой, в котором, несмотря на название «Обзор „литтолстяков“» (то есть «Обзор литературных журналов»), почему-то обозревалась книга стихов Евгения Степанова.
В создании обзоров «толстых журналов» на страницах «Бельских просторов» участвовали и другие критики — в частности, Надежда Аверьянова, Валерия Жарова, Борис Кутенков, Ян Шенкман. Подготовленные Валерией Жаровой обзоры журналов «Волга», «Нева» и «Урал» вызвали, по свидетельству писателя Александра Карасёва, шквал негодования пострадавших авторов и близких к ним литераторов, окрестивших Жарову «Топоровым в юбке», Леонид Шимко, подписавшийся «геосимволистом», критиковал Жарову в газете «Литературная Россия» за безосновательность и необъективность.
В «Бельских просторах» появилась также рубрика Александра Кузьменкова, подвергающего острой критике книги из шорт-листов основных российских премий. В феврале 2012 года критик и литературный агент Юлия Щербинина в «открытом письме» на имя главного редактора «Бельских просторов», опубликованном в «Литературной России», приведя многочисленные цитаты из статей Кузьменкова и Анкудинова, писала:

Систематическое и последовательное тиражирование оскорблений, обвинений, инсинуаций вынуждает писателей отказываться от публикаций в журнале и сокращает читательскую аудиторию, состоящую не из любителей кабацких драк и боёв без правил, а из интеллигентных, образованных и мыслящих людей…

— угрожая, в случае продолжения «непосредственного пособничества трансформации публичной рефлексии художественного текста в словесный произвол», обратиться в «вышестоящие инстанции», «для регулирования сложившейся ситуации». К «открытому письму» Юлии Щербининой присоединились и задетые Кузьменковым писатели Владимир Козлов и Алексей Иванов (клиенты литературного агента Щербининой). Солидаризировался с Щербининой также критик Павел Басинский:

Есть журнал «Бельские просторы», там собрался коллектив авторов, которые всех «мочат»: Алексея Иванова, Захара Прилепина, всех, кто моден… Зачем?

На страницах «Литературной России» Щербининой ответил Юрий Серб:

Что же делать, Юлия Владимировна, если критик Александр Кузьменков объективно прав!

После своего обращения Щербининой, по её словам, пришлось столкнуться с обвинениями в публичном доносе:

отовсюду послышались истерические вопли о «посягательстве на свободу слова», «попрании демократических основ» и кликушеские причитания о «возврате к 37 году».

Вероятно, Щербинина имела в виду высказывания в блогосфере («отовсюду послышались»), в «Литературной России» (и т. п. СМИ), а также замечание Кирилла Анкудинова, брошенное мимоходом в одном из очередных его обзоров:

Юлия Щербинина вершит поступок, возмутительный не только по наивзыскательному христианскому «добротолюбию», но даже по снисходительному бытовому адату интеллигента, — публично доносит на критиков, угрожая «вышестоящими инстанциями».

Главный редактор «Бельских просторов» Юрий Горюхин указал на то, что журнал в выходных данных уведомляет своих читателей: "Мнение редакции не всегда совпадает с точкой зрения того или иного автора".